# كونستانتين لافرونينكو
كونستانتين لافرونينكو (بالروسية: Константин Лавроненко) ممثل روسي من مواليد 20 أبريل 1961.

## مواقع خارجية
- كونستانتين لافرونينكو على موقع IMDb (الإنجليزية)
- كونستانتين لافرونينكو على موقع ألو سيني (الفرنسية)
- كونستانتين لافرونينكو على موقع أول موفي (الإنجليزية)
- كونستانتين لافرونينكو على موقع قاعدة بيانات الأفلام السويدية (السويدية)
- كونستانتين لافرونينكو على موقع قاعدة بيانات الفيلم (الإنجليزية)
- كونستانتين لافرونينكو على موقع كينوبويسك (الروسية)